# White Eagle Aviation
White Eagle Aviation – polska linia lotnicza, która specjalizowała się w lotach czarterowych oraz usługach cargo. Głównym lotniskiem bazowym WEA był port lotniczy Warszawa-Okęcie.

## Historia
Linie lotnicze zostały założone w 1992 roku, a regularne połączenia White Eagle Aviation rozpoczęła w 1993 roku. W 1995 roku linia przeniosła swoją bazę na lotnisko Okęcie i rozpoczęła regularne loty dla United Parcel Service.
Właścicielami linii lotniczych byli Katarzyna Frank-Niemczycka oraz Zbigniew Niemczycki. Oboje posiadali po 50% udziałów w firmie. Do 2007 roku prezesem linii WEA był Anglik Allan Fullilove, później prezesem linii była Ewa Kołowiecka. Od 2007 roku przedsiębiorstwo było przeznaczone na sprzedaż, a zarząd aktywnie poszukiwał kupca.
Pomiędzy 2000 a 2003 rokiem linia obsługiwała samoloty Boeing 737-400, należące do niemieckiej grupy turystycznej TUI. W tym samym czasie linia WEA obsługiwała liczne zlecenia cargo używając do tego celu również śmigłowców, Mi-8 oraz Bell 407. Od 2004 roku linia lotnicza zrekonstruowała oraz poszerzyła system usług lotniczych. W 2010 roku spółka zaprzestała działalności, ale nie została wykreślona z rejestru KRS.

## Flota
Flota linii lotniczej (stan na kwiecień 2012 – aktualnie firma nie posiada żadnego statku powietrznego)
- 2 ATR 42-300
- 1 ATR 42-320

Wszystkie samoloty były leasingowane.